# Идеология коммунистической партии Китая
Коммунистическая партия Китая (КПК) формулирует свою идеологию как марксизм, адаптированный к китайской философии и историческому контексту Китая, выражая это через теорию социализма с китайской спецификой.
Идеология КПК много раз претерпевала изменения в своих ключевых идеях. Наиболее важные мыслители, внёсшие свой вклад в развитие идеологии КПК - Мао Цзэдун, Дэн Сяопин, Цзян Цзэминь и Ху Цзиньтао.

## Определение
На заре существования КПК преобладающий в 1910-х годах национализм и популизм играли важную роль в идеологии первых китайских коммунистов, таких как Ли Дачжао и Мао Цзэдун. С одной стороны, марксизм был духовной утопией для первых коммунистов, в то время как, с другой стороны, они модифицировали или «китаизировали» некоторые доктрины коммунистической идеологии реалистичным и националистическим способом, чтобы поддержать свою революцию в Китае. В процессе становления, земельной реформы и коллективизации эти идеологические синтезы привели к возникновению знаменитого движения «Большой скачок» и Культурной революции.
В последние годы утверждалось, в основном иностранными комментаторами, что у КПК нет идеологии, а партийная организация прагматична и заинтересована только в том, что работает. КПК утверждает обратное. Например, генеральный секретарь КПК Ху Цзиньтао заявил в 2012 году, что западный мир «угрожает разделить нас» и что «международная культура Запада сильна, а мы слабы... идеологические и культурные поля являются нашими основными цели».
На данный момент идеология КПК представляет собой синтез идей марксизма (в частности маоизма), теории Дэн Сяопина, идеи Цзян Цзэминя о тройном представительстве и "Научного взгляда на развитие" Ху Цзиньтао.

### Маоизм
Маоизмом называется политическая теория и практика, основой которых является система идеологических установок Мао Цзэдуна. Маоизм был принят в качестве официальной идеологии КПК и КНР до его смерти в 1976 году.
В современном Китае из идейного наследия Мао Цзэдуна более всего используется концепция «новой демократии», обосновывающая существование смешанной экономики — «социализма с китайской спецификой».
Многие аналитики утверждают, что КПК отошла от ортодоксального марксизма и от идей Мао Цзэдуна в пользу идей рыночной экономики, сама КПК с этим не согласна. Некоторые западные комментаторы также говорят о "кризисе идеологии" внутри партии; также имеются утверждения, что КПК отвергла коммунизм. Ван Сюэдун, директор Института мирового социализма, сказал в ответ: "Мы знаем, что за рубежом есть те, кто думает, что у нас "кризис идеологии", но мы с этим не согласны". По словам бывшего Генерального секретаря КПК Цзян Цзэминя, КПК "никогда не должна отказываться от марксизма–ленинизма и мысли Мао Цзэдуна". Он сказал, что "если бы мы это сделали, то потеряли бы свой фундамент".
Некоторые группы утверждают, что Цзян Цзэминь положил конец формальной приверженности КПК марксизму с введением идеологической теории "тройного представительства". партийный теоретик Лэн Жун не согласен с этим: "президент Цзян избавил партию от идеологических препятствий для различных видов собственности [...] он не отказался ни от марксизма, ни от социализма. Он укрепил партию, дав современное понимание марксизма и социализма—вот почему мы говорим о "социалистической рыночной экономике" с китайскими особенностями". Марксизм в своей основе является, по мнению Цзян Цзэминя, методологией и целью будущего бесклассового общества, а не анализом классов и противоречий между различными классами.

### Реформы Дэна Сяопина
Черпая вдохновение из Новой экономической политики Ленина, теория Дэна поощряла строительство социализма в Китае, заставляя его развивать "китайские особенности", которые руководствовались политикой экономических реформ Китая с целью самосовершенствования и развития социалистической системы. Его теория предполагала не улучшение или развитие закрытой экономической системы Китая, а скорее свержение существующей экономической системы в пользу более открытой.
Дэн рассматривал внутреннюю стабильность как важный фактор экономического развития: "в Китае первостепенная потребность заключается в стабильности. Без стабильной среды мы ничего не сможем достичь и даже можем потерять то, что приобрели". Он добавил, что " стабильность-это основная предпосылка для реформ и развития. Без стабильности ничего нельзя достичь".
Китай во многом обязан своим экономическим ростом акценту Дэн Сяопина на экономическом производстве в рамках теории производительных сил – подмножества марксистской теории 20-го века. По мнению Дэна, перед руководством Китая стояла двоякая задача: (i) содействие модернизации китайской экономики и сохранение идеологического единства Коммунистической партии Китая (КПК) и ее контроль над сложными реформами, необходимыми для модернизации.Дэн считал, что "только постоянно развивая производительные силы, страна может постепенно стать сильной и процветающей, с растущим уровнем жизни".
Дэн утверждал, что из-за изоляции Китая в международном порядке того времени и крайне слаборазвитой экономики, чтобы Китай мог достичь социализма и преодолеть разрыв между Китаем и западным капитализмом, Китай должен был бы заимствовать определенные рыночные элементы и аспекты капитализма в свою экономику. Однако он также предположил, что его использование должно контролироваться государством. Эти заимствованные принципы, по мнению Дэна, позволяли более либерально интерпретировать модернизацию Китая в социалистическое государство. Это включает в себя такие характеристики маркетинга, как планирование, производство и распределение, которые можно интерпретировать как социализм. модернизационные усилия были обобщены концепцией четырех модернизаций. Эти четыре модернизации были поставлены Чжоу Эньлаем в 1963 году и продолжены Хуа Гофэном после 1976 года для улучшения сельского хозяйства, промышленности, национальной обороны, науки и техники в Китае. Денгисты все еще считают, что Китаю нужна государственная собственность на землю, банки, сырье и стратегические центральные отрасли промышленности, чтобы демократически избранное правительство могло принимать решения о том, как использовать их на благо страны в целом, а не землевладельцев, но в то же время, частная собственность допускается и поощряется в отраслях готовой продукции и услуг. Согласно теории Сяопина, частные собственники в этих отраслях не являются буржуазией. Потому что в соответствии с марксистской теорией буржуа владеют землей и сырьем. В теории Денгиста владельцы частных компаний называются гражданскими предприятиями.
Дэн Сяопин первым выдвинул строительство среднезажиточного общества Сяокан. 6 декабря 1979 года во время встречи с премьер-министром Японии Масаёси Охира Дэн Сяопин отметил, что Китай должен строить среднезажиточное общество, чтобы достичь современной модернизации страны. Эксперты Китая объяснили, что среднезажиточное общество и китайская модернизация — это новые понятия. А среднезажиточное общество — это этап развития между разрешением проблемы питания и одежды для населения и полной зажиточностью.
Многие реформы были разработаны и реализованы провинциальными руководителями, иногда без согласия центрального правительства. Если реформы удавались, то они применялись на более обширных территориях, перерастая в реформы общегосударственного масштаба. Это было совершенно не похоже на перестройку в СССР, где почти все преобразования проводились указанием сверху. В Китае же напротив, реформы были инициированы снизу и подхвачены верхами.
В сельском хозяйстве большинство «народных коммун» были распущены, а крестьянство в основном перешло на семейный подряд. На втором этапе реформы (1984—1992) происходил демонтаж плановой системы и переход к рыночной экономике.
Дэн также стал инициатором создания особых экономических зон в Китае, благодаря которым в страну привлекаются иностранные компании и инвестиции.
Но реформизм Дэн Сяопина был подвергнут критике. В качестве аргументов против теории Сяопина назывались уклон в сторону капитализма и отход от традиционной маоистской теории.

### Мысль Си Цзиньпина
Идея Си Цзиньпина о социализме с китайской спецификой новой эпохи состоит из следующих 14 пунктов базовой политики:
1. Обеспечение руководства Коммунистической партии Китая всеми формами работы в Китае.
2. Коммунистическая партия Китая должна придерживаться подхода, ориентированного на людей, ради общественных интересов.
3. Продолжение «комплексного углубления реформ».
4. Принятие новых идей развития, основанных на науке и направленных на «инновационное, скоординированное, зеленое, открытое и совместное развитие».
5. Следование «социализму с китайской спецификой» с «народом как хозяином страны».
6. Управление Китаем на основе верховенства закона.
7. «Практиковать основные социалистические ценности», включая марксизм-ленинизм, коммунизм и «социализм с китайской спецификой».
8. «Улучшение условий жизни и благосостояния людей является основной целью развития».
9. Хорошо сосуществовать с природой с помощью политики «энергосбережения и защиты окружающей среды» и «вносить вклад в глобальную экологическую безопасность».
10. Укрепить национальную безопасность .
11. Коммунистическая партия Китая должна иметь «абсолютное руководство» Народно-освободительной армией Китая .
12. Продвижение системы «одна страна, две системы» для Гонконга и Макао с будущим «полного национального воссоединения»; и следовать политике одного Китая и консенсусу 1992 года по Тайваню.
13. Установить общую судьбу между китайским народом и другими людьми во всем мире с «мирной международной обстановкой».
14. Улучшить партийную дисциплину в Коммунистической партии Китая.

## Концепции

### Народная демократия
В 2007 году Ху Цзиньтао в своей речи отметил, что "народная демократия - это жизненная сила социализма ... без демократии не может быть ни социализма, ни социалистической модернизации". Демократия в понимании КПК не означает демократию в том виде, в каком она практикуется в либеральных демократиях. Вместо этого она означает создание более сбалансированного, равноправного общества", в котором социализм принесет социальную справедливость. КПК все еще утверждает, что она ведет через единство крестьянского и рабочего классов. Стабильность необходима для дальнейшего развития демократии и социализма.
Демократия в капиталистическом понимании - это демократия буржуазии, в действительности же это монополизированная демократия, представляющая собой не что иное, как многопартийные конкурентные выборы, трехстороннее разделение властей и двухпалатную систему. Наша система-это система народных собраний, это система народной демократии под руководством Коммунистической партии, мы не можем делать это западными способами.

- Дэн Сяопин, верховный лидер КПК, об импорте буржуазной / либеральной демократии в Китай.
Ян Сяоцин в статье "сравнительное исследование Конституционного управления и народно-демократического режима", опубликованной в теоретическом журнале КПК "Цюши" в 2013 году, утверждает, что Народно-демократическая диктатура и Западное конституционное правительство являются взаимоисключающими. она отмечает, в соответствии с классической марксистской теорией, что конституционализм в целом соответствует капиталистическому способу производства и буржуазной демократии, и не вписывается в китайскую социалистическую систему народно-демократической диктатуры. Конституционное правительство имеет рыночную экономику, в которой частная собственность играет преобладающую роль, как основа, в отличие от китайской социалистической рыночной экономики, в которой основой является общественная собственность. Она отмечает, что лозунгом либеральных революций XVII и XVIII веков было: "частная собственность священна и неприкосновенна, и конституционное управление было создано вокруг этой предпосылки. Хотя ситуация изменилась с XVII и XVIII веков, основная предпосылка остается прежней в западных обществах: небольшое правительство, которое защищает интересы частной собственности.

### Социалистическая цивилизация
Термин "цивилизация" (文明; Вэньмин) стал ключевым словом в 1990–х годах. Короче говоря, идеологические кампании пытались гармонизировать отношения между "двумя цивилизациями" в Китае - "материальной цивилизацией и духовной цивилизацией". Эта концепция впервые была разработана в начале 1980-х годов на основе классической марксистской мысли. Именно с помощью этой концепции КПК призвала к "сбалансированному развитию". "Материальная цивилизация" является синонимом экономического развития; "духовная цивилизация", часто называемая "социалистической духовной цивилизацией", пытается распространить хорошие социалистические нравы в китайском обществе. При Дэне КПК делала упор на материальную цивилизацию, но при Цзяне упор делался на духовную цивилизацию, которую было труднее определить. "Духовная цивилизация" превратилась из понятия, в значительной степени определяемого в социалистической терминологии при Дэне, в средство культурного национализма при Цзяне. Со временем теория становилась все более сложной; на 16-м Национальном съезде Цзян представил третью концепцию цивилизации, "политическую цивилизацию", сосредоточенную исключительно на КПК и политических реформах.
Дэн впервые использовал этот термин в 1979 году, чтобы обозначить необходимость развития как материальной, так и духовной цивилизации. Аналитик Николас Дайнон полагает, что это, возможно, было введено для умиротворения консерваторов внутри КПК, способ Дэна заверить их в том, что от социализма не отказываются. Теория "социалистической цивилизации" должна была заменить классовую борьбу как главный двигатель прогресса, мировоззрение, рассматриваемое как более гармоничное и основанное на сотрудничестве. "Социалистическая духовная цивилизация" была запущена в начале 1980-х годов для защиты партии от иностранных, коррупционного влияния, но также для защиты политики реформ и открытости КПК. Хотя два термина, "материальная" и "духовная" цивилизации, были добавлены в устав партии на 12-м Национальном конгрессе, термины и их значения горячо обсуждались. Например, Чжао Ия, главный редактор газеты "Армия освобождения", раскритиковал выступление Хуа Яобана на 12-м Национальном конгрессе, отметив, что как материальные, так и духовные элементы содержат "классовый характер", а также культурные элементы. Материальная цивилизация подвергалась меньшим испытаниям, и это поддерживало тесные связи с марксистским взглядом на экономическое развитие и способ производства, а также с мнением о том, что материал является основой надстройки. В этом отношении Дэн был классическим марксистом, который верил, что материал служит основой; "когда материальное благосостояние людей будет расти, их культурные аспекты также возрастут, [и] их духовные аспекты значительно изменятся". К середине 1980-х Дэн стал обеспокоен тем, что материальной цивилизации уделяется больше внимания, чем духовной цивилизации; он сказал: "одна из них жесткая [материальная цивилизация], в то время как другая мягкая [духовная цивилизация]". На 6-м пленуме 12-го Центрального комитета были приняты "Резолюции о руководящих принципах развития социалистической духовной цивилизации" под лозунгом "Хватаясь двумя руками, обе руки должны быть твердыми". Духовная цивилизация Дэна продолжала использовать большую часть старой маоистской лексики и лозунгов, таких как "пять стрессов, четыре блага и три любви", "изучай Лэй Фэна" и "служи народу". В радикальном порыве с прошлым, Дэн покончил с маоистским акцентом на антагонизме и противоречиях в китайской социалистической мысли.
На 16-м Национальном конгрессе Цзян представил третий вид цивилизации, политическую цивилизацию, наряду с Тройным представительством. По словам Роберта Лоуренса Куна, бывшего советника китайского правительства, идея заключалась в том, что "три взаимосвязанные цели — материальная цивилизация, духовная цивилизация и политическая цивилизация — и один объединяющий механизм, коим было тройное представительство. Три цивилизации были намеченными целями, и важная мысль Тройного представительства была выбранными средствами". Предлагаемая четвертая цивилизация, социальная цивилизация, связана с концепцией гармоничного социалистического общества Ху. Согласно Ли Чжунцзе, заместителю директора Центрального исследовательского управления, "результатом построения "общества" в общем смысле... является "социальная цивилизация". В Китае есть ряд сторонников "экологической цивилизации", "что неудивительно, учитывая растущую осведомленность и официальное признание насущных экологических проблем Китая".

### Социалистическая модернизация

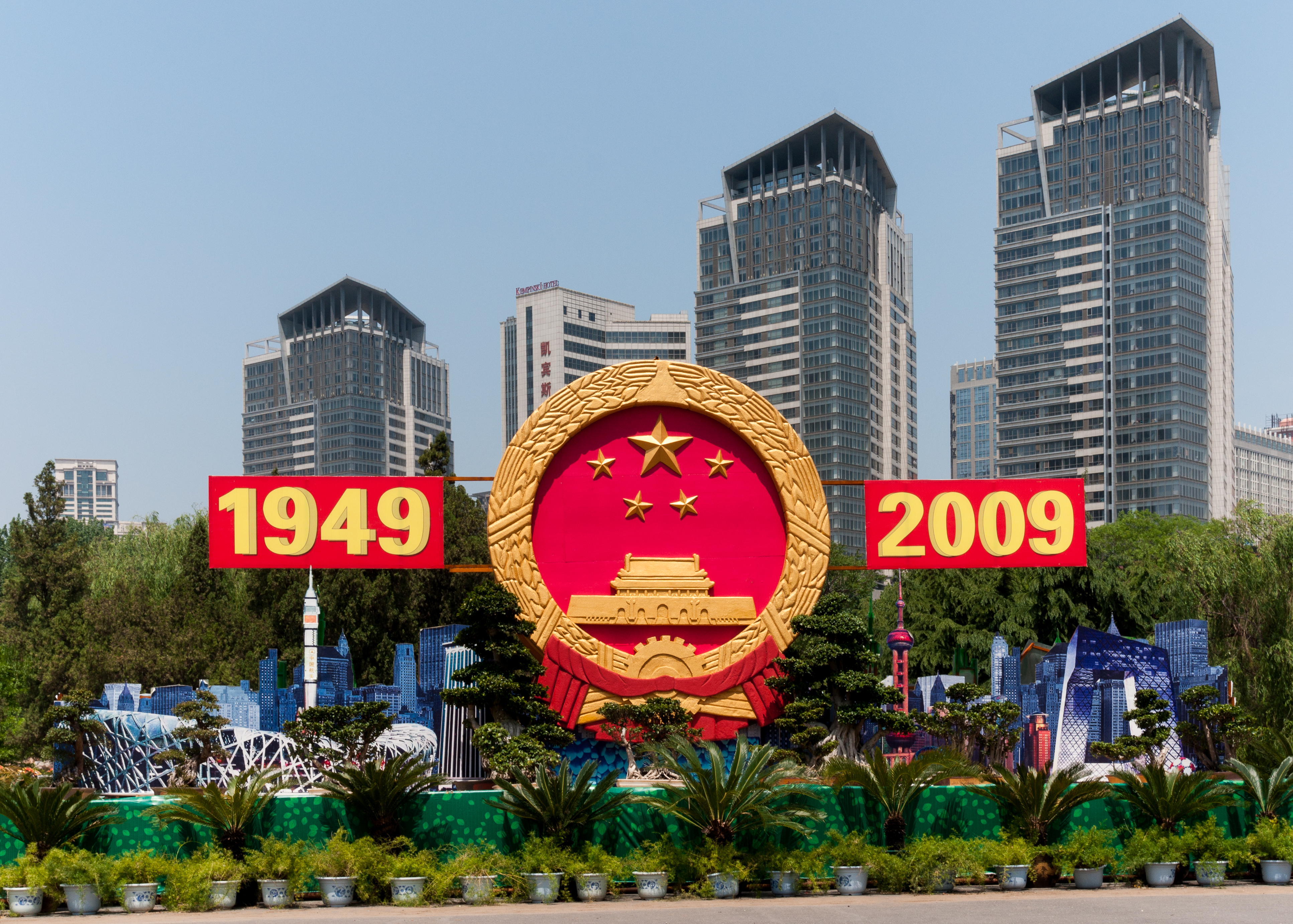
Рекламный щит в предверии празднования 60-летия Китайской Народной Республики

Маоистское видение современности никогда не «пользовалось полной гегемонией» внутри партии и всегда оспаривалось даже на пике могущества Мао. Примером этого является запуск Чжоу Эньлаем «Четырех модернизаций» в 1965 году (и снова в 1975 году).  Когда Мао умер, «Четыре модернизации» заменили классовую борьбу в качестве ключевой цели партии. Это видение в конечном итоге привело к предоставлению избирательных прав частной рыночной экономике и созданию новых институтов и стало «социализмом с китайской спецификой» Дэн Сяопина. Это, в свою очередь, привело к принятию альтернативных взглядов на современность, популярных в западном мире. Идеологические изменения привели к фракционной розни, при этом многие ведущие члены партии призывали вернуться к классической социалистической модели развития. Со стороны внешнего мира эти изменения могут показаться странными: обществом, которое с каждым днем выглядит все более капиталистическим, все еще управляет партия, заявляющая о «верности социализму». «Меньше понимания того, как это выглядит изнутри». Разрыв с основными принципами маоистской мысли произошел в 1990-х годах, когда Цзян Цзэминь заговорил о необходимости разрешить частным предпринимателям вступать в партию. Это решение имело более сильную связь с реальной политикой , чем с идеологическими убеждениями. К 16-му Национальному конгрессу частный сектор был одной из наиболее доминирующих сил в обществе, и этот электорат партия не могла игнорировать, если хотела удержаться у власти.
В официальном дискурсе партия напрямую связана с современностью. Например, в речи Ху, посвященной 85-летию основания КПК, он сказал: «Только наша партия может стать ядром силы, чтобы возглавить китайскую революцию, строительство и реформы, только она способна вынести великие испытания». доверие китайского народа и китайской национальности... В последние 85 лет наша партия сохранила и развила прогрессивную творческую линию».  По мнению КПК, «народ — это сила, творящая историю», и для того, чтобы КПК выполнила свою задачу модернизации, она не может быть отчуждена от народа. Поэтому правильное понимание марксизма и его развития в Китае имеет решающее значение. Ху отметил, что прогрессивность «является сутью марксистского партийного строительства» и что это «основное служение и вечная тема» марксизма.

### Социалистический патриотизм
Социалистический патриотизм — это концепция, изобретенная Владимиром Лениным, обязывающая людей к ненационалистической форме преданности своей стране. Согласно стандартному советскому определению, это означает «безграничную любовь к социалистической Родине, приверженность революционному преобразованию общества [и] делу коммунизма». Чтобы гарантировать, что социалистический патриотизм не превратился в форму национализма (критикуемого как буржуазная идеология), люди должны были быть привержены пролетарскому интернационализму. КПК вскоре после захвата власти определила три уровня социалистического патриотизма. «На первом уровне люди должны подчинить свои личные интересы интересам государства. На втором уровне люди должны подчинить свою личную судьбу судьбе нашей социалистической системы. На третьем уровне люди должны подчинить свое личное будущее будущее нашего коммунистического дела». Китайский национализм при Мао определялся как «антиимпериалистический» и «антифеодальный» в принципе. Он считал национализм второстепенным по отношению к своей главной цели, дальнейшему расширению охвата мировой революции.
При Дэне эта концепция была еще более расширена. Полагая, что более чистые коммунистические концепции, такие как классовая борьба и тому подобное, не могут объединить людей, как это было при Мао, его режим отводил патриотизму большую роль. В начале 1982 года КПК инициировала кампанию «Три любви» под лозунгом «Люби партию, люби социализм и люби Родину».  Год спустя Центральный отдел пропаганды и Центральное исследовательское управление сформулировали комплексный план по эксплуатации националистических чувств путем создания фильмов и телевизионных программ о «героической борьбе Китая против западного и японского империализма». К внеклассным мероприятиям школьной системы были добавлены «патриотические мероприятия»; национальный флаг должен был подниматься ежедневно, а ученики должны были петь и учить национальный гимн. К 1983 году партия пришла к выводу, что «среди патриотизма, коллективизма, социализма и коммунизма патриотизм имеет особые черты и функции. [...] Патриотизм - знамя наибольшей привлекательности». Несмотря на свою расширившуюся роль, патриотизм оставался вторичным по отношению к социализму.  Как выразился Дэн: «Некоторые говорят, что не любить социализм — это не то же самое, что не любить свою родину. Является ли Родина чем-то абстрактным? Если вы не любите социалистический Новый Китай, возглавляемый Коммунистической партией, какую родину вы любите?"  Согласно официальным заявлениям, КПК была лучшим представителем нации, коммунисты были самыми преданными патриотами, а социализм был единственным реальным путем для Китая стать «великой нацией».  Дэн Лицюнь в том же духе сказал: «Нельзя продемонстрировать любовь к Родине, если не проявишь глубокой любви к социалистической системе и Коммунистической партии. Короче говоря, в наше время любить Коммунистическую партию Китая — это значит высшее выражение китайского патриотизма».